# Copa de Algarve 2006
La Copa de Algarve de 2006 fue la decimotercera edición de este torneo. Es una competición anual de fútbol femenino organizada en la región de Algarve en Portugal.
Alemania consiguió su primera Copa de Algarve venciendo a Estados Unidos por penales, luego de que la final terminara 0 a 0.

## Equipos participantes
| Equipo            | FIFA Rankings (diciembre de 2005) |
| ----------------- | --------------------------------- |
| Alemania          | 1                                 |
| Estados Unidos    | 2                                 |
| Noruega           | 3                                 |
| Suecia            | 5                                 |
| Francia           | 7                                 |
| Dinamarca         | 8                                 |
| China             | 9                                 |
| Finlandia         | 16                                |
| México            | 26                                |
| Irlanda           | 32                                |
| Portugal          | 40                                |
| Irlanda del Norte | 77                                |

1. ↑  Irlanda del Norte se retiró del torneo y fue reemplazado por Eslovaquia, quien también se retiró.

## Fase de grupos

### Grupo A
| Equipo    | Pts | PJ | PG | PE | PP | GF | GC | DG |
| --------- | --- | -- | -- | -- | -- | -- | -- | -- |
| Alemania  | 9   | 3  | 3  | 0  | 0  | 9  | 0  | 9  |
| Suecia    | 4   | 3  | 1  | 1  | 1  | 4  | 4  | 0  |
| Noruega   | 2   | 3  | 0  | 2  | 1  | 0  | 1  | −1 |
| Finlandia | 1   | 3  | 0  | 1  | 2  | 1  | 9  | −8 |

| 9 de marzo | Alemania                                                            | 5:0     | Finlandia | Estádio Algarve, Faro        |                              |
|            | Pohlers 59' · Prinz 63' · Garefrekes 71' · Behringer 80' · Fuss 85' | Reporte |           | Asistencia: 100 espectadores | Asistencia: 100 espectadores |

| 9 de marzo | Noruega | 0:0     | Suecia | Loulé, |  |
|            |         | Reporte |        |        |  |

| 11 de marzo | Suecia | 0:3     | Alemania                                  | Loulé, |  |
|             |        | Reporte | Prinz 29' · Behringer 44' · Wimbersky 58' |        |  |

| 11 de marzo, 15:00 (UTC±00:00) | Finlandia | 0:0     | Noruega | Alvor,                                            |                                                   |
|                                |           | Reporte |         | Asistencia: 225 espectadores Árbitra: Gasje Fatou | Asistencia: 225 espectadores Árbitra: Gasje Fatou |

| 13 de marzo | Suecia                               | 4:1     | Finlandia    | Lagos, |  |
|             | Svensson 26', 52', 85' · Mostrom 68' | Reporte | Valkonen 85' |        |  |

| 13 de marzo | Alemania      | 1:0     | Noruega | Estádio Algarve, Faro                                 |                                                       |
|             | Wimbersky 93' | Reporte |         | Asistencia: 400 espectadores Árbitra: Floarea Babadac | Asistencia: 400 espectadores Árbitra: Floarea Babadac |

### Grupo B
| Equipo         | Pts | PJ | PG | PE | PP | GF | GC | DG  |
| -------------- | --- | -- | -- | -- | -- | -- | -- | --- |
| Estados Unidos | 7   | 3  | 2  | 1  | 0  | 9  | 1  | 8   |
| Francia        | 4   | 3  | 1  | 1  | 1  | 4  | 6  | −2  |
| China          | 4   | 3  | 1  | 1  | 1  | 6  | 1  | 5   |
| Dinamarca      | 1   | 3  | 0  | 1  | 2  | 2  | 13 | −11 |

- Francia quedó en segundo lugar por haberle ganado a China.

| 9 de marzo | China | 0:0     | Estados Unidos | Faro, |  |
|            |       | Reporte |                |       |  |

| 9 de marzo | Dinamarca                  | 2:2 | Francia                  | Faro, |  |
|            | Nielsen 31' · Sørensen 50' |     | Coquet 18' · Tonazzi 26' |       |  |

| 11 de marzo | Francia      | 1:0 | China | Faro, |  |
|             | Bussaglia 2' |     |       |       |  |

| 11 de marzo | Dinamarca | 0:5     | Estados Unidos                                        | Faro, |  |
|             |           | Reporte | Wambach 16' · O'Reilly 29', 31' · Lilly 42' · Kai 72' |       |  |

| 13 de marzo | Estados Unidos                                | 4:1     | Francia    | Faro-Loulé, |  |
|             | Lilly 1' · Wagner 49' · Tarpley 50' · Kai 76' | Reporte | Lattaf 64' |             |  |

| 13 de marzo | Dinamarca | 0:6 | China                                           | Lagos, |  |
|             |           |     | Duan 20' (34), 41' · Yue 28' (52) · Xiaoyan 66' |        |  |

### Grupo C
| Equipo   | Pts | PJ | PG | PE | PP | GF | GC | DG |
| -------- | --- | -- | -- | -- | -- | -- | -- | -- |
| México   | 4   | 2  | 1  | 1  | 0  | 6  | 0  | 6  |
| Irlanda  | 4   | 2  | 1  | 1  | 0  | 1  | 0  | 1  |
| Portugal | 0   | 2  | 0  | 0  | 2  | 0  | 7  | −7 |

| 9 de marzo | Portugal | 0:1     | Irlanda          | Alvor, |  |
|            |          | Reporte | Laura Hislop 29' |        |  |

| 11 de marzo | Irlanda | 0:0 | México | Vila Real de Santo Antonio, |  |

| 13 de marzo | Portugal | 0:6     | México                                                                 | Silves, |  |
|             |          | Reporte | Castelan 4', 23' · Soto 30' · González 35' · Costa 42' · Maradiaga 77' |         |  |

## Fase final

### 9.º puesto
| 15 de marzo | Dinamarca | 4:0 | Irlanda | Algarve, |  |

### 7.º puesto
| 15 de marzo | Finlandia | 4:3 | México | Algarve, |  |

### 5.º puesto
| 15 de marzo, 10:00 (UTC±00:00) | Noruega | 1:0     | China | Algarve,                                             |                                                      |
|                                | Rønning | Reporte |       | Asistencia: 100 espectadores Árbitra: Dagmar Damkova | Asistencia: 100 espectadores Árbitra: Dagmar Damkova |

### 3.º puesto
| 15 de marzo | Suecia      | 1:0     | Francia | Algarve, |  |
|             | Schelin 51' | Reporte |         |          |  |

### Final
| 15 de marzo | Alemania                                                   | 0:0 (4:3 p.)               | Estados Unidos                              | Estádio Algarve, Faro |  |
|             |                                                            | Reporte                    |                                             |                       |  |
|             |                                                            | Tiros desde el punto penal |                                             |                       |  |
|             | Behringer · Pohlers · Prinz · Okoyino Da Mbabi · Wimbersky |                            | Wagner · Boxx · Whitehill · Wambach · Lilly |                       |  |

| Campeón             |
| Alemania 1.º título |

## Goleadoras
| Jugadora          | Goles |
| ----------------- | ----- |
| Cathrine Sorensen | 3     |
| Han Duan          | 3     |
| Victoria Svensson | 3     |